# Rachel Carson
Rachel Louise Carson (Springdale, Pennsilvània, 27 de maig de 1907 - Silver Spring, Maryland, 14 d'abril de 1964) va ser una biòloga marina i escriptora estatunidenca, que amb el seu llibre Primavera silenciosa va denunciar el perill de l'ús indiscriminat dels plaguicides organoclorats i va despertar la consciència ecologista en els països occidentals.

## Biografia
Nascuda a Springdale (Pennsilvània) el 27 de maig de 1907, Rachel Carson era la petita dels tres fills que van tenir Robert Warden Carson i Maria McLean Carson. El pare era venedor d'assegurances i la mare, que abans de casar-se s'havia dedicat a l'ensenyament en una escola i també impartia classes particulars de piano, va haver de renunciar a la seva professió perquè aleshores no estava permès a les dones casades treballar en una escola.
La seva mare li va inculcar l'amor per la natura. Alhora que passava gran part del temps explorant en l'extensió de la granja, Carson era una bona lectora i, des de petita, una escriptora talentosa. Va començar a escriure històries sobre animals als vuit anys, el tema principal de la seva lectura. Tant a l'escola secundària com a la universitat, Carson va ser una ànima solitària, encara que no deixava de contribuir amb les seves publicacions. El 1929 es va graduar amb honors al Pennsilvània College for Women (avui dia, Chatham College) i li van concedir una beca per assistir a un curs d'estiu al Laboratori de Biologia Marina de Woods Hole (Massachusetts), un centre d'educació i recerca en biologia marina que des de la seva fundació va acceptar dones en el seu alumant i també en el professorat.
Carson va continuar estudiant, després de la seva graduació, mentre treballava com a assistent en el laboratori de Raymond Pearl, per pagar-se els estudis. Va obtenir el seu mestratge en zoologia el 1932. Encara que va continuar estudiant per a un doctorat, el 1934 es va veure forçada a deixar la universitat per buscar un lloc de mestra i mantenir la seva família. El 1935, el seu pare va morir sobtadament, i des d'aleshores Carson va haver de tenir cura de la seva mare anciana, cosa que va empitjorar la seva situació econòmica. A petició de la seva mentora en biologia, Mary Scott Skinker, va acceptar un lloc temporal en el Departament de Servei de Pesca i Vida Silvestre per escriure una sèrie de programes radiofònics de set minuts sobre la vida aquàtica, i va obtenir un gran èxit de la sèrie, per això li van encomanar escriure la introducció per a un fullet sobre el treball del departament, amb la qual cosa es va assegurar un lloc permanent. Després d'aprovar l'examen per ingressar en l'administració pública va obtenir la major puntuació i es va convertir en la segona dona contractada pel departament, com a biòloga aquàtica; la tasca era analitzar i escriure informes sobre les poblacions de peixos. A partir de la seva investigació i la d'altres biòlegs, també va escriure una sèrie d'articles per al Baltimore Sun i altres periòdics.
El 1937 les seves responsabilitats familiars van augmentar, amb la mort de la seva germana gran, de manera que es va convertir en el principal suport de la seva mare i dues nebodes. A mitjans dels anys 40, Carson va començar a preocupar-se per l'ús de pesticides elaborats amb finançament militar científic des de la Segona Guerra Mundial. El 1945, Carson va intentar deixar el departament, però els llocs per a naturalistes eren molt escassos. Va ser a mitjans d'aquest any que Carson va descobrir el tema del DDT, però cap publicació s'hi va interessar fins al 1962. Ja com a cap de redacció el 1949, Carson va decidir intentar a poc a poc dedicar-se únicament a escriure i per a això va aconseguir una agent literària amb la qual mantindria una estreta relació professional fins al final de la seva carrera.
El seu llibre El mar que ens envolta (1951), a més de convertir-se en best-seller i adaptar-se a un documental, li va donar el reconeixement com a escriptora. Els seus dos llibres següents van formar una trilogia que explora la vida marina en tota la seva extensió. L'èxit li va donar seguretat econòmica, amb què finalment va poder deixar el seu treball el 1952. D'aleshores ençà, va començar a rebre una allau d'invitacions com a conferenciant, i centenars de cartes d'admiradors
El 1953, Carson es va mudar a Maine amb la seva mare i va conèixer Dorothy Freeman. Va ser el començament d'una relació amorosa que duraria tota la vida. Poc abans de morir, Carson va destruir centenars de cartes que s'havien escrit durant la seva relació, conscient de l'escrutini que en faria la societat. La resta de cartes van ser publicades per la neta de Freeman.
El 1953, Carson va començar la seva investigació sobre ecologia i els organismes de la costa Atlàntica. El 1955 va completar el tercer volum de la seva trilogia marina, La vora del mar, sobre ecosistemes costaners. La crítica va rebre el llibre amb grans elogis. A partir d'allí es va involucrar amb diverses organitzacions conservacionistes. El 1957, la va colpejar la tràgica mort d'una de les nebodes que havia cuidat durant anys, deixant als trenta-un anys un nen orfe de cinc anys. Carson el va adoptar i va continuar cuidant de la seva mare anciana. Es van mudar a Maryland, des d'on Carson es va dedicar a les amenaces ambientals específiques relacionades amb els programes federals de ruixat amb pesticides.
El seu llibre següent el va dedicar als pesticides com a verí ambiental i als programes de ruixat que abastaven la propietat privada. Malgrat que uns quants terratinents havien perdut judicis contra el govern, el Tribunal Suprem els va concedir el dret a obtenir ordres contra futurs danys al medi ambient, cosa que va ser el precedent de posteriors causes ambientals.
Carson va començar un projecte de quatre anys, demanant exemples de danys ambientals arran del DDT, l'insecticida que s'havia emprat amb profusió arreu per controlar insectes com el mosquit de la malària, els uns quants insectes del tifus o les puces de la pesta, i havia esdevingut un insecticida d'ús domèstic i agrícola i sense cap regulació. Malgrat el gran escàndol del nabiu en el qual es van trobar alts nivells d'aminotriazol, causant de càncer en ratolins, el govern va criticar els procediments de Carson per arribar a la conclusió sobre l'abús de pesticides. Carson va anomenar els pesticides biocides, ja que els seus efectes rarament es limiten als insectes que intenten erradicar. Carson va predir l'augment de conseqüències futures, especialment quan els insectes en qüestió desenvolupen resistència als pesticides, mentre que els ecosistemes es debiliten cada vegada més i es converteixen en víctimes d'altres espècies invasores.
Per a Carson era summament descoratjador patir en carn pròpia les tàctiques agressives dels representants de la indústria química, que usaven testimonis experts per contradir la majoria dels estudis científics sobre aquest tema. Amb això va concloure que hi havia «incentius financers darrere de certs programes de pesticides». Carson va acusar la indústria de desinformar intencionadament i els oficials de govern d'acceptar aquesta informació sense qüestionament.
El 1960, Carson, juntament amb la seva assistent de recerca Jeanne Davis, van trobar prou evidència que recolzava la connexió entre el càncer i els pesticides, una conclusió controvertida fora de la comunitat científica. Les seves conclusions van ser plasmades a Primavera silenciosa, el seu llibre més important. Al mateix temps que acabava els capítols sobre càncer, Carson va descobrir que tenia un tumor de mama que requeria una mastectomia. Tot i l'operació i el tractament, el càncer havia resultat en metàstasi.
Amb la preocupació que fos demandada per les companyies i que no tingués la força de defensar el seu llibre mentre que rebia radioteràpia, Carson va enviar els capítols científics als més famosos experts, dels quals va obtenir total suport. El 1962 Carson va distribuir còpies del llibre durant la Conferència ambiental a la Casa Blanca.
La seva posterior publicació al The New Yorker no sols va atreure l'atenció del públic en general sinó també de la indústria de la química, que va pressionar per a la cancel·lació de la seva publicació, establerta per al 27 de setembre. Els atacs van ser nombrosos i de tota classe. Entre d'altres, el ministre d'Agricultura va escriure una carta al president Eisenhower al·legant que si Carson no estava casada, tot i ser atractiva, probablement era per ser comunista! La unitat i la força que va suscitar Primavera silenciosa va ajudar a cristal·litzar el moviment ecologista i es va aconseguir la prohibició nacional del DDT i altres pesticides. De la mateixa manera va servir d'inspiració per a la creació de l'Agència per a la protecció ambiental
La campanya de difamació va fracassar davant l'extensa conscienciació del públic. El 1963, el Comitè Científic del president Kennedy va donar suport a les seves conclusions i va començar tasques per crear polítiques ambientals.
Encara que Carson va rebre innombrables invitacions, gairebé no va poder acceptar-les, ja que la seva salut es va deteriorar cada vegada més, fins que el 1964 va començar amb problemes respiratoris. Va morir d'un atac cardíac aquest mateix any, un mes i mig abans de complir 57 anys.

## Origen del moviment ecologista
Primavera silenciosa va ser molt important per a fer prendre consciència del perill dels plaguicides i de la importància de la conservació del medi. Amb les seves observacions i constatacions, reflectides en el llibre, Carson es va posar en contra la indústria dels pesticides però va aconseguir la prohibició del DDT als Estats Units el 1972 i establia les bases perquè ningú pogués vendre contaminació sota el pretext de progrés, a més de tenir una forta influència en l'origen de l'ecofeminisme.
Carson va rebre diverses distincions en vida. A la seva mort va ser guardonada per Jimmy Carter amb la Medalla presidencial de la Llibertat, el més alt honor als Estats Units. El seu nom està associat a un gran nombre de premis d'institucions filantròpiques i educatives.

## Llegat

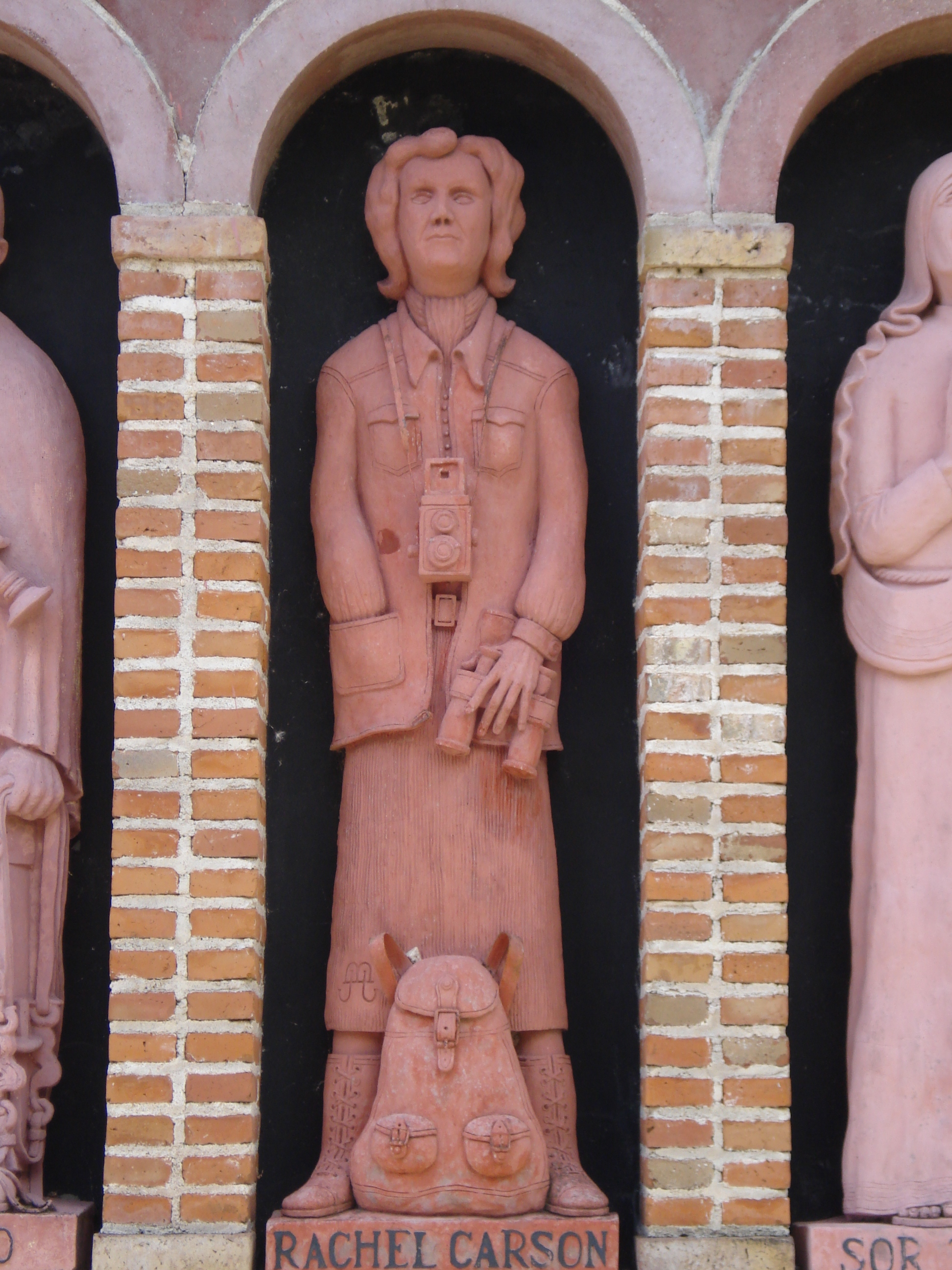
Estàtua de Carson al Museu Rocsen, Nono, Argentina

### Col·leccions de documents i publicacions pòstumes
Carson va llegar els seus manuscrits i documents a la Universitat Yale per aprofitar les noves instal·lacions de conservació d'última generació de la Biblioteca de llibres i manuscrits de Beinecke. La des de sempre agent i marmessora literària Marie Rodell va passar gairebé dos anys organitzant i catalogant els papers i la correspondència de Carson, distribuint totes les cartes als seus remitents perquè només el que cada corresponsal aprovava s'enviés a l'arxiu.
El 1965, Rodell va organitzar la publicació d'un assaig que Carson havia volgut ampliar en un llibre: The Sense of Wonder. L'assaig, que es va combinar amb fotografies de Charles Pratt i d'altres, exhorta als pares a ajudar els seus fills a experimentar els «...plaers duradors del contacte amb el món natural... a l'abast de qualsevol persona que es col·loqui sota la influència de la terra, el mar i el cel i la seva vida sorprenent».
A més de les cartes d'Always Rachel, el 1998, es va publicar un volum de l'obra inèdita de Carson com Lost Woods: The Discovered Writing of Rachel Carson, editat per Linda Lear. Tots els llibres de Carson romanen impresos.

### Ambientalisme de base i l'EPA
El treball de Carson va tenir un impacte poderós en el moviment ecologista. La primavera silenciosa, en particular, va ser un punt de trobada per al moviment social incipient dels anys seixanta. Segons l'enginyer ambiental i estudiós de Carson H. Patricia Hynes, La primavera silenciosa va alterar l'equilibri de poder al món. Des d'aleshores, ningú no podria vendre la contaminació com la part inferior necessària del progrés amb tanta facilitat o sense crítiques». El treball de Carson, i l'activisme que va inspirar, són almenys en part responsables del moviment de l'ecologia profunda i de la força general del moviment ecologista de base des dels anys seixanta. També va influir en l'auge de l'ecofeminisme i en moltes científiques feministes.
Tot i que no hi ha proves que Carson fos obertament una activista pels drets de les dones, el seu treball i les seves crítiques posteriors han deixat un llegat icònic per al moviment ecofeminista. Els atacs a la credibilitat de Carson van incloure crítiques a les seves credencials en què se l'anomenava «aficionada». Es deia que la seva escriptura era massa «emocional». Les erudites ecofeministes argumenten que no només la retòrica dissident es va generar per pintar Carson com a histèrica, sinó que es va fer perquè els seus arguments desafiaven la producció capitalista de les grans corporacions agrícoles. Altres, com Yaakov Garb, suggereixen que, a més de no ser una activista pels drets de les dones, Carson tampoc no tenia cap agenda anticapitalista i que aquests atacs eren injustificats. A més, la manera com es van utilitzar les fotos de Carson per retratar-la sovint es qüestiona a causa de poques representacions de la seva participació en el treball típic d'un científic, però en comptes de les seves activitats d'oci.
El llegat més directe de Carson en el moviment ecologista va ser la campanya per prohibir el DDT als Estats Units (i els esforços relacionats per prohibir o limitar el seu ús a tot el món). Tot i que les agències governamentals havien tingut en compte les preocupacions mediambientals sobre el DDT des del testimoni de Carson davant el Comitè Assessor Científic del president, la formació de 1967 del Fons de Defensa Ambiental va ser la primera fita significativa en la campanya contra el DDT. L'organització va presentar demandes contra el govern per «establir el dret dels ciutadans a un entorn net», i els arguments emprats contra el DDT van reflectir en gran manera els de Carson. El 1972, el Fons de Defensa Ambiental i altres grups activistes havien aconseguit aconseguir una eliminació gradual de l'ús de DDT als Estats Units (excepte en casos d'emergència).
La creació de l'Agència de Protecció del Medi Ambient (EPA) per part de l’Administració de Nixon el 1970 va abordar una altra preocupació que Carson havia tret a la llum. Fins aleshores, la mateixa agència (l'USDA) s'encarregava tant de regular els pesticides com de promoure les preocupacions de la indústria agrícola; Carson va veure això com un conflicte d'interessos, ja que l'agència no era responsable dels efectes sobre la vida salvatge o altres preocupacions ambientals més enllà de la política agrícola. Quinze anys després de la seva creació, un periodista va descriure l'EPA com «l'ombra estesa de Silent Spring». Gran part del treball inicial de l'agència, com ara l'aplicació de la Llei federal d'insecticides, fungicides i rodenticides de 1972, estava directament relacionat amb el treball de Carson.
A la dècada de 1980, les polítiques de l’Administració Reagan van posar èmfasi en el creixement econòmic, fent retrocedir moltes de les polítiques ambientals adoptades en resposta a Carson i el seu treball.

### Honors pòstums

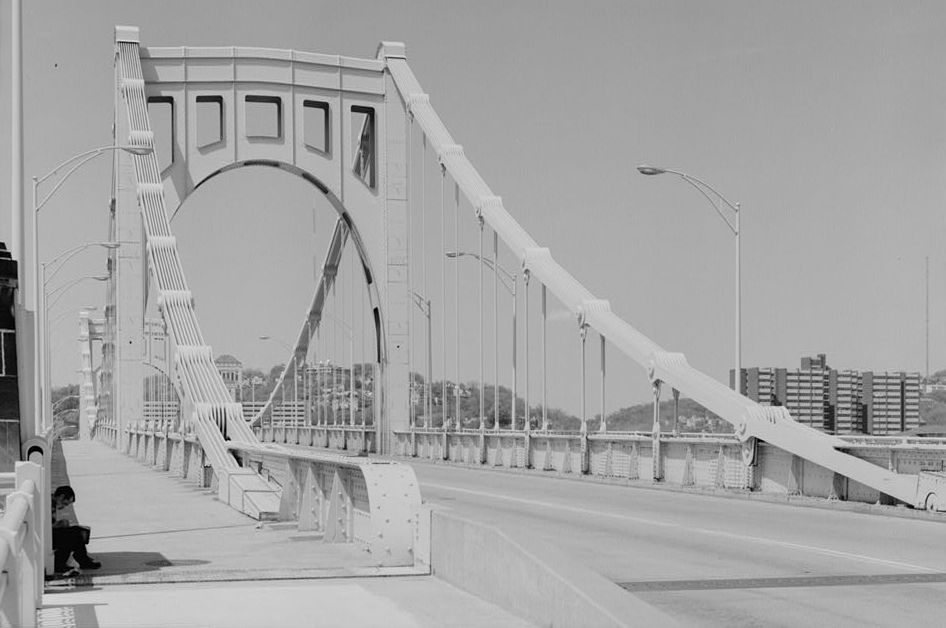
El pont de Rachel Carson a Pittsburgh, mitjan 1999

Diversos grups que van des d'institucions governamentals fins a organitzacions ambientals i de conservació i societats acadèmiques han celebrat la vida i l'obra de Carson des de la seva mort. Potser el més significatiu és que el 9 de juny de 1980, Carson va rebre la Medalla Presidencial de la Llibertat, el més alt honor civil dels Estats Units. L'any següent es va emetre un segell postal de la sèrie Great Americans de 17 centaus en el seu honor; des d'aleshores, uns quants països també han emès franqueig de Carson. El 1973, Carson va ser inclosa al National Women's Hall of Fame.
La Universitat de Califòrnia a Santa Cruz, va batejar un dels seus col·legis (abans conegut com a College Eight) Rachel Carson College el 2016. Rachel Carson College és la primera universitat que porta un nom de dona.
El Centre Rachel Carson per al Medi Ambient i la Societat de Múnic es va fundar el 2009. Un centre internacional i interdisciplinari d'investigació i educació en humanitats ambientals i ciències socials, es va establir com a iniciativa conjunta de la Ludwig-Maximilians-Universität de Múnic i el Deutsches Museum, amb el suport del Ministeri Federal d'Educació i Recerca d'Alemanya.
El lloc de naixement i la casa de la infància de Carson a Springdale, Pennsilvània, ara coneguda com a Rachel Carson Homestead, es va convertir en un lloc del Registre Nacional de Llocs Històrics i l'Associació sense ànim de lucre Rachel Carson Homestead es va crear el 1975 per gestionar-la. La seva casa a Colesville, Maryland, on va escriure Silent Spring, va ser nomenada Monument Històric Nacional el 1991. A prop de Pittsburgh, a 57 km la ruta de senderisme, anomenada Rachel Carson Trail i mantinguda per Rachel Carson Trails Conservancy, es va dedicar a Carson el 1975. Un pont de Pittsburgh també va ser rebatejat en honor de Carson com el pont de Rachel Carson. L'edifici d'oficines estatals del Departament de Protecció del Medi Ambient de Pennsilvània a Harrisburg rep el seu nom. Les escoles primàries de Gaithersburg, comtat de Montgomery, Maryland, Sammamish, Washington i San José, Califòrnia van ser batejades en el seu honor, igual que les escoles secundàries de Beaverton, Oregon, Queens, Nova York (Rachel Carson Intermediate School) i Herndon, Virginia (Rachel Carson Middle School), i una escola secundària a Brooklyn, Nova York.

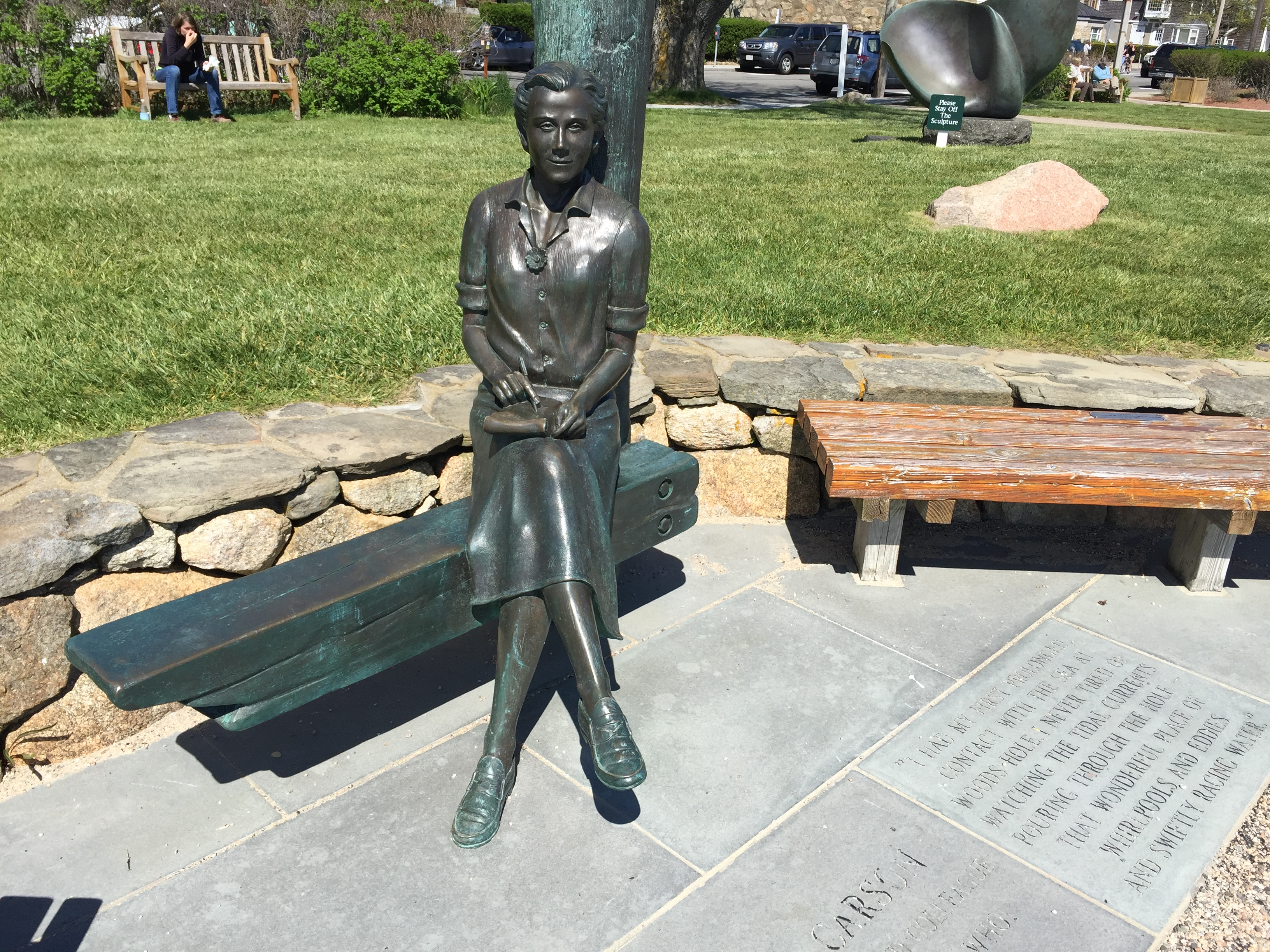
L’estàtua de Rachel Carson a Woods Hole, maig de 2016

Dos vaixells de recerca naveguen als Estats Units amb el nom de R/V Rachel Carson. Un es troba a la costa oest, propietat del Monterey Bay Aquarium Research Institute (MBARI), i l'altre es troba a la costa est, operat pel Centre de Ciències Ambientals de la Universitat de Maryland. Un altre vaixell amb el mateix nom, ara desballestat, era un antic vaixell naval obtingut i convertit per l'EPA dels Estats Units. Funcionava als Grans Llacs. Al Santuari Marí Nacional de Florida Keys també opera un vaixell de manteniment de boies d'amarratge anomenat Rachel Carson.
L'auditori cerimonial del tercer pis de la seu de l'EPA, l’edifici federal William Jefferson Clinton, porta el nom de Carson. La sala Rachel Carson és a prop de l'oficina de l'administrador de l'EPA. Ha estat el lloc de nombrosos anuncis importants, inclosa la Regla interestatal d'aire net.
També s'han batejat diverses àrees protegides per Carson. Entre 1964 i 1990, 263 ha a prop de Brookeville, al comtat de Montgomery, Maryland, van ser adquirides i reservades com a Rachel Carson Conservation Park, administrat per la Comissió de Planificació i Parc de la Capital Nacional de Maryland. El 1969, el Refugi Nacional de Vida Silvestre Coastal Maine es va convertir en el Refugi Nacional de Vida Silvestre Rachel Carson; Les ampliacions portaran la mida del refugi a unes 3.693 ha. El 1985, Carolina del Nord va canviar el nom d'una de les seves reserves d'estuaris en honor de Carson, a Beaufort.
Carson també és un homònim freqüent per als premis atorgats per institucions filantròpiques, educatives i acadèmiques. El premi Rachel Carson, fundat a Stavanger, Noruega el 1991, s'atorga a dones que han fet una contribució en l'àmbit de la protecció del medi ambient. La Societat Americana d'Història Ambiental ha atorgat el premi Rachel Carson a la millor tesi des de 1993. Des de 1998, la Societat d'Estudis Socials de la Ciència ha atorgat un premi anual de llibres Rachel Carson per «un treball de llibre de rellevància social o política en l'àrea dels estudis de ciència i tecnologia». La Society of Environmental Journalists atorga un premi anual i dues mencions d'honor als llibres sobre qüestions ambientals en nom de Carson, com el que es va atorgar a Dispatches from America's Endangered Species Act de Joe Roman el 2012. El Sierra Club i la seva fundació reconeixen els donants que han proporcionat el club en els seus plans patrimonials com la Rachel Carson Society. El Centre Rachel Carson per al Medi Ambient i la Societat de la Ludwig-Maximilians-Universität München (Alemanya) concedeix beques postdoctorals en l'àmbit del medi ambient i la societat.
L'escultura de Rachel Carson a Woods Hole, Massachusetts, es va presentar el 14 de juliol de 2013. Google va crear un Google Doodle per al 107è aniversari de Carson el 27 de maig de 2014. Carson va aparèixer durant el vídeo d'homenatge «HerStory» a dones notables de la gira d'U2 el 2017 per al 30è aniversari de The Joshua Tree durant una interpretació d'«Ultraviolet (Light My Way)» de l'àlbum de la banda de 1991 Achtung Baby.

#### Actes del centenari

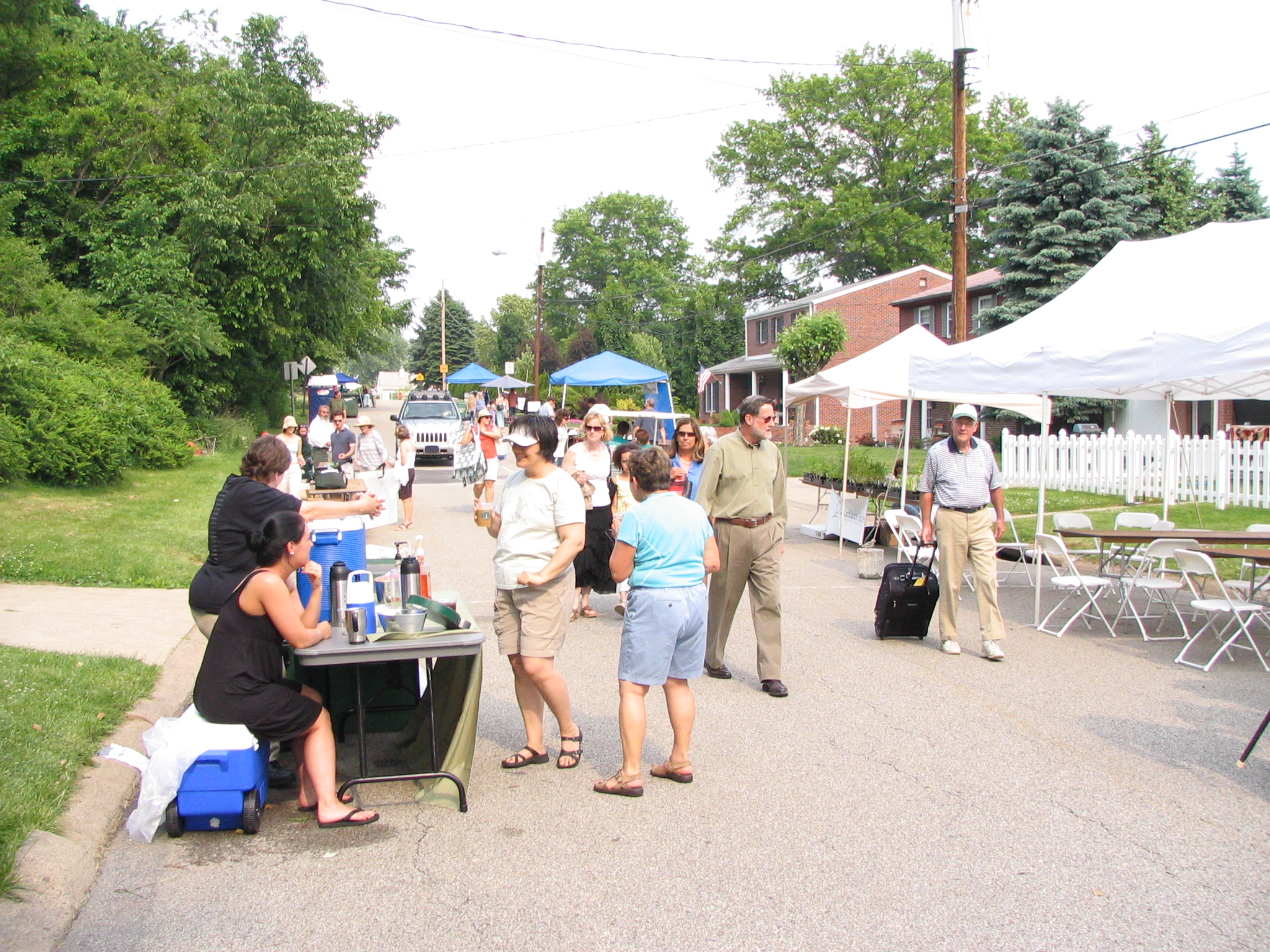
La celebració del 100è aniversari del naixement de Carson a Springdale, Pennsilvània

El 2007 es va celebrar el centenari del naixement de Carson. El Dia de la Terra (22 d'abril), Courage for the Earth: Writers, Scientists, and Activists Celebrate the Life and Writing of Rachel Carson es va publicar com «una apreciació centenària de la vida valenta i l'escriptura transformadora de Rachel Carson». Contenia tretze assaigs d'escriptors i científics ambientals. El senador demòcrata Benjamin L. Cardin de Maryland tenia la intenció de presentar una resolució celebrant Carson pel seu «llegat de rigor científic juntament amb sensibilitat poètica» en el 100è aniversari del seu naixement. La resolució va ser bloquejada pel senador republicà Tom Coburn d'Oklahoma. La Rachel Carson Homestead Association va celebrar una festa d'aniversari i una festa sostenible el 27 de maig al seu lloc de naixement i casa a Springdale, Pennsilvània, i la primera conferència sobre el llegat de Rachel Carson a Pittsburgh amb EO Wilson com a ponent principal. Tant la Festa Sostenible de Rachel com la conferència continuen com a esdeveniments anuals.
També el 2007 l'autor estatunidenc Ginger Wadsworth va escriure una biografia de Carson.

## Llibres
- Under the Sea Wind, 1941.
- The Sea Around Us, 1951.
- The Edge of the Sea, 1955.
- Silent Spring, Houghton Mifflin, 1962.
  - Silent Spring 1962 (La primavera silenciosa).[48]
- The Sense of Wonder, 1965, publicat pòstumament.
- Always, Rachel: The Letters of Rachel Carson and Dorothy Freeman 1952-1964 An Intimate Portrait of a Remarkable Friendship, Beacon Press, 1995.
- Lost Woods: The Discovered Writing of Rachel Carson, 1998.